# TT387
La tombe thébaine TT387 est située à El-Assasif, une partie de la nécropole thébaine, sur la rive ouest du Nil, en face de Louxor. 
| p · t | V28 | mr | i | i |

| p · t | V28 | mr | i | i |

C'est le lieu de sépulture de Méryptah, scribe royal de l'autel du Seigneur des Deux Terres, et gouverneur des terres désertiques du Sud durant le règne de Ramsès II (XIXe dynastie).
Son épouse est une dame de la maison et chanteuse d'Amon. Elle s'appelle Nebkhentou.  

## Description
Le tombeau se compose d'un escalier menant à une cour. Cette cour était décorée de statues royales, d'une statue d'Osiris et d'une vache Hathor protégeant le roi. Un deuxième escalier mène à une salle. Les murs sont décorés de scènes du Livre des Portes, des scènes d'offrandes et une scène avec la maîtresse du sycomore.  